# Sesel roční

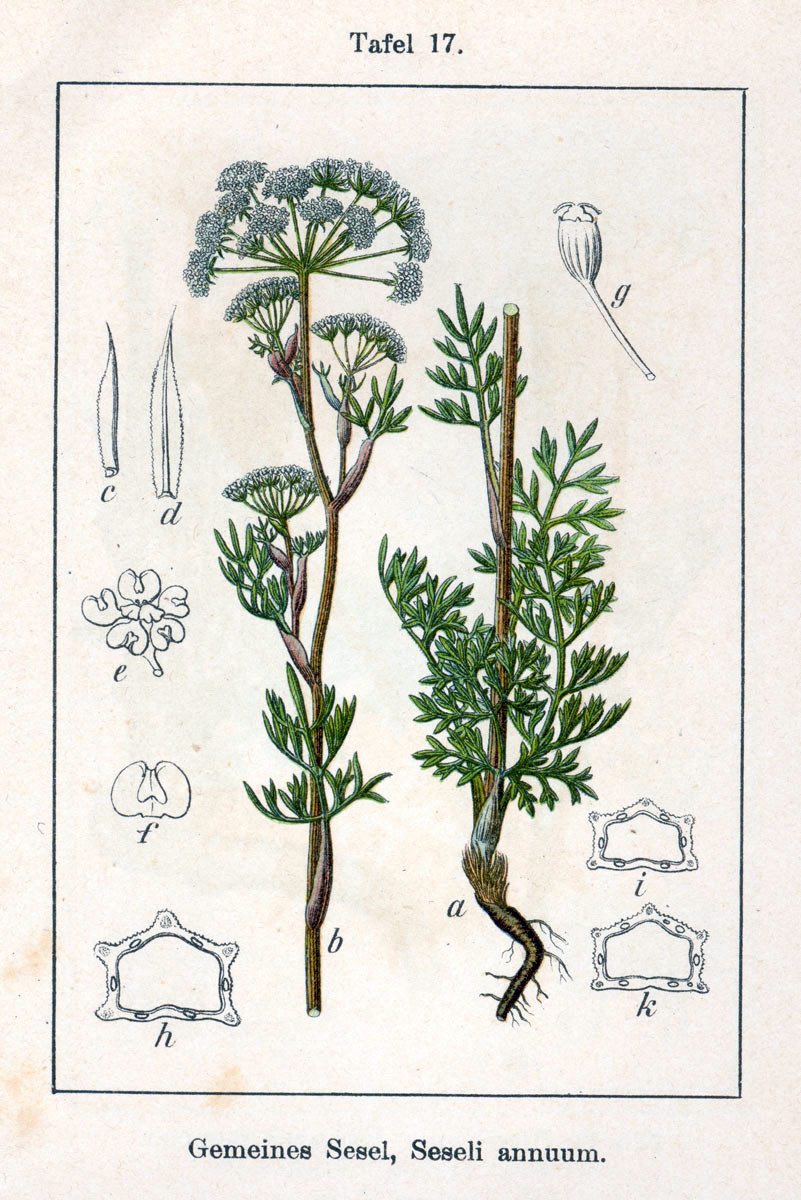
Zobrazení sesele ročního

Sesel roční (Seseli annuum) je planě rostoucí rostlina s bohatými okolíky bílých kvítků, jeden ze tří druhů rodu sesel vyrůstajících v české krajině. Tento nenáročný druh rostl v minulosti na mnohem větším počtu stanovišť, nyní se následkem mizení přirozených biotopů z české přírody vytrácí.

## Rozšíření
Tato bylina je rostlinou evropskou a roste hlavně v mírném a submediálním pásu. Souvislý areál jejího výskytu se táhne od Španělska a Francie přes Střední a Východní Evropu až po Ural v Rusku. Na jihu zasahuje do Itálie i na Balkán a severní hranice vede po jižním pobřeží Baltského moře.
V České republice, kde je sesel roční považován za původní druh, roste od nížin až po pahorkatiny. Nejhojnější je v teplých oblastech střední a jižní Moravy a v moravském podhůří Českomoravské vrchoviny, naopak v severozápadních Čechách a ve všech vyšších polohách je poměrně vzácný.

## Ekologie
Vyskytuje se na vysýchavých vápencových, andezitových, flyšových, skeletových nebo sprašových půdách dostatečně obohacených o minerály a humus. Roste na mezofilních až slabě xerofilních pastvinách, sušších loukách, travnatých skalních svazích nebo po obvodě vinic. Vyskytuje se i v řídkých křovinách a na lesních světlinách bukových či dubových lesů.
Květy se rozvíjejí od července do počátku září a jsou opylovány létajícím hmyzem. Zralá vypadaná semena většinou ještě téhož roku vyklíčí a nové semenáčky přezimují. Druhým rokem vyroste lodyha s květy a vytvoří semena. Pokud pro nepříznivé podmínky nevykvete, obvykle přežije do další vegetační sezony. Rostlina je monokarpická, po odkvětu uhyne.

## Popis
Bylina s lodyhou vysokou 15 až 60 cm, která vyrůstající z hnědého, vřetenovitého, páchnoucího kořene. Lodyha je přímá, pevná, oblá nebo hranatě rýhovaná a často načervenalá. Obvykle se nevětví, nanejvýše má větve až u vrcholu. Přízemní i lodyžní listy jsou sivozelené, drsně pýřité a mají vejčité až podlouhle vejčité čepele dvakrát až třikrát zpeřené s čárkovitými úkrojky. Přizemní listy mají žlabovité řapíky, lodyžní jsou přisedlé a vyrůstají z napuchlé pochvy s rozšířeným blanitým okrajem.
Na lodyhách nebo na jejích větvích vyrůstají bohaté okolíky tvořené 15 až 40 okolíčky. Okolíky většinou nemají žádný nebo jen jednodílný obal, okolíčky mají obaly tvořené jednotlivými dlouhými, kopinatými listeny s bílým lemem. Okolíčky mají nestejně dlouhé, hranaté stopky na vnitřní straně krátce pýřité, které se za plodu sklánění dovnitř. Bílé nebo načervenalé květy jsou drobné, oboupohlavné a pětičetné. Mají krátký šídlovitý kalich a bílé nebo načervenalé, široce vejčité korunní plátky asi 0,7 mm dlouhé. Samoopylení je bráněno protandrií, pyl v prašnících na vrcholu pěti tyčinek dozrává dřív než vajíčka ve dvoudílném semeníku. Květy jsou opylovány hmyzem lákaným na nektar. Ploidie druhu je 2n = 16. Plody jsou hnědé, eliptické, asi 2 mm velké dvounažky s bělavými žebry.

## Ohrožení
Mnoho jeho přirozených stanovišť z přírody zmizelo a sesel roční je v „Červeném seznamu cévnatých rostlin České republiky“ z roku 2012 považována za ohrožený druh (C3).